# De Herikon

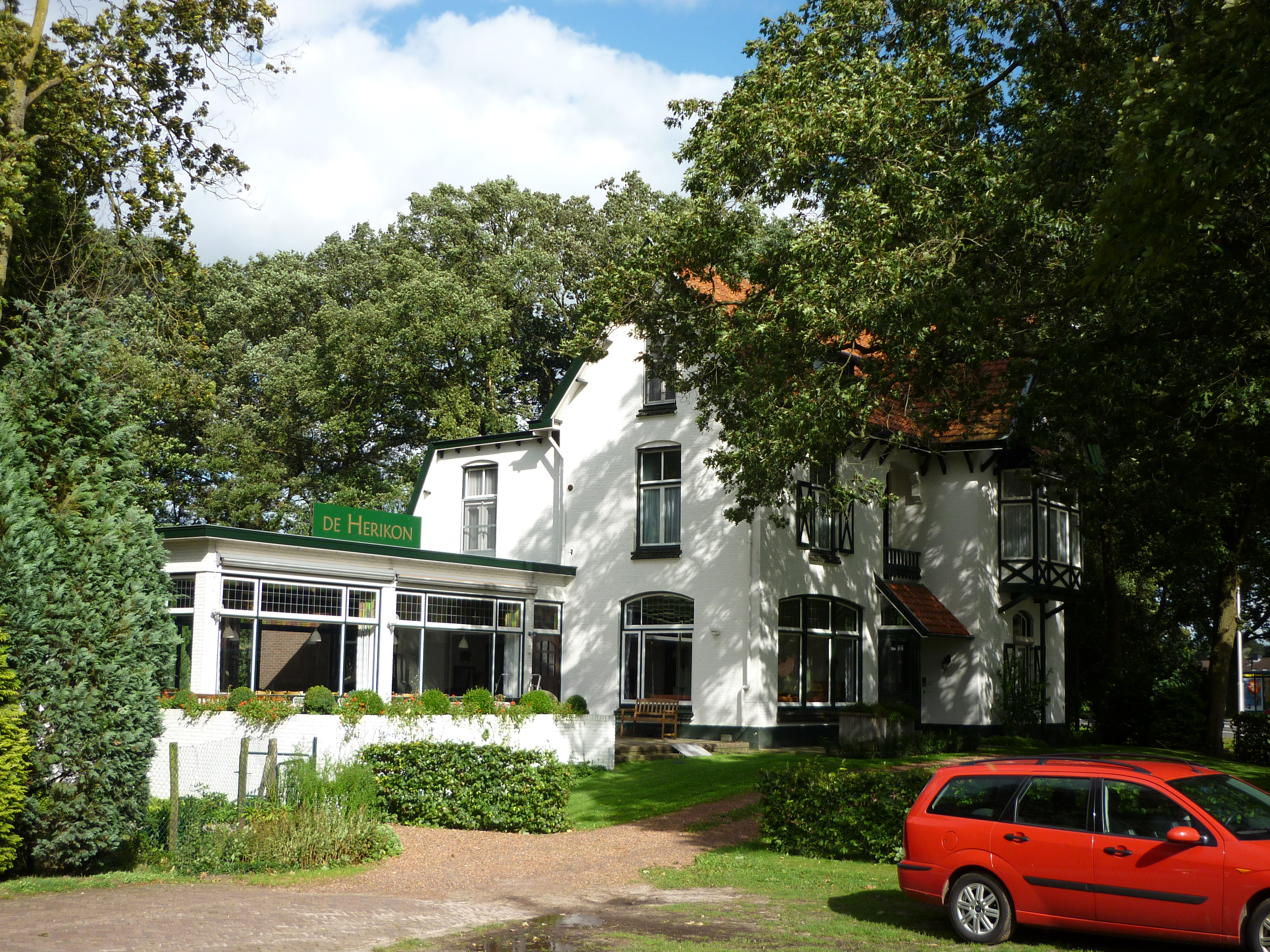
De Herikon

De Herikon (een samentrekking van De Here is Koning; Psalm 93:1) is een interkerkelijk evangelisch conferentiecentrum in de Nederlandse plaats Putten. Het centrum maakt deel uit van de in de Verenigde Staten gevestigde zendingsorganisatie BCM International en is onderdeel van de Nederlandse 'stichting Bijbelclubbeweging'.
De Herikon is gevestigd in een markant gebouw waarin aan het begin van de twintigste eeuw een van de bekendste hotels van de Veluwe was gevestigd (Hotel Zech). Het gebouw is opgetrokken in jugendstil-stijl.
Er worden de gehele zomer christelijke kampen georganiseerd voor verschillende leeftijdsgroepen. Aan het begin van de zomer zijn er de weken voor de volwassenen en senioren en later in de zomer worden er kinderkampen gehouden. Tijdens elk kamp worden bijbelstudies gehouden, maar het grootste gedeelte van de tijd wordt besteed aan allerlei activiteiten. Buiten de zomer wordt het centrum gebruikt voor christelijke themaweekends en worden er zalen verhuurd voor andere activiteiten. De kampen trekken bezoekers uit heel Nederland, met name mensen met een evangelicale of protestantse achtergrond.